# West Coast (singel OneRepublic)
„West Coast” – singel amerykańskiego zespołu OneRepublic, wydany 25 lutego 2022 roku, zapowiadający szósty album studyjny grupy, Artificial Paradise (2024).

## Powstanie utworu
W 2015 roku, kiedy zespół nagrywał swój czwarty album studyjny, Oh My My (2016), podzielił się krótkim fragmentem utworu. Piosenka szybko stała się faworytem wśród fanów, jednak zespół nie zdecydował się zamieścić tego utworu na albumie. W tym samym czasie wokalista zespołu, Ryan Tedder pracował z U2 nad ich albumem Songs of Experience. W refrenie jednej ze swoich piosenek „Summer of Love” wykorzystali melodię i pierwszy wers refrenu „West Coast”. 
W 2020 roku w czasie jednego z wywiadów, Tedder powiedział, że „West Coast” to jego ulubiony utwór, dodając, że utwór brzmi jak  The Mamas & the Papas „California Dream” i The Beach Boys, ale z bębnami jak Gorillaz. Piosenka miała znaleźć się na piątym albumie studyjnym, Human (2021), jednak została usunięta z listy utworów, po tym jak przesunięto premierę albumu z powodu pandemii COVID-19. W późniejszym czasie Tedder stwierdził, że powodem, dla którego piosenka nie znalazła się na albumie Human jest to, że „West Coast” to unikatowy utwór i jest inny niż to, co do tej pory tworzył zespół. Wokalista dodał, że piosenka znajdzie się na kolejnym albumie, nad którym zespół pracuje już od kilku miesięcy, a „West Coast” będzie kluczowym singlem. 6 czerwca 2024 roku zespół ogłosił wydanie albumu Artificial Paradise, dodając, że to właśnie ten utwór zainspirował ich do stworzenia kolejnych, które znalazły się na albumie. 

## Wydanie i promocja utworu
Singel „West Coast” został wydany 25 lutego 2022 roku. Pierwszy raz został wykonany 4 marca 2022 roku w programie The Today Show, następnie 8 marca w The Late Late Show with James Corden. Zespół umieścił utwór na set liście ich trasy koncertowej Never Ending Summer Tour (2021). 
25 lutego, w dzień premiery singla, ukazał się teledysk do utworu w reżyserii Thomasa Whitmore. W klipie, wokalista zespołu przemierza Wybrzeże kabrioletem marki cadillac. Z tabletem w ręku piosenkarz nadaje formy swoim pomysłom, przenosząc się w wybrane miejsca. Zespół we współpracy z organizacją Visit California promował turystykę w Kalifornii.

## Pozycje na listach i certyfikaty

### Notowania tygodniowe
| Notowanie (2022)               | Najwyższa pozycja |
| ------------------------------ | ----------------- |
| Czechy (Rádio – Top 100)       | 2                 |
| Nowa Zelandia (Hot 40 Singles) | 6                 |
| Szwajcaria (Singles Top 100)   | 65                |
| USA (Adult Pop Airplay)        | 18                |
| USA (Digital Song Sales)       | 36                |

### Certyfikaty
| Kraj                          | Certyfikat  |
| ----------------------------- | ----------- |
| Włochy (FIMI)                 | złota płyta |
| Szwajcaria (IFPI Switzerland) | złota płyta |